# Talco mentolato
Il talco mentolato è un farmaco galenico composto da mentolo disperso all'1% m/m in talco. 

## Descrizione
Si presenta in forma di polvere o fluida (per ridurre il rischio di inalazioni). 
Ha azione vasodilatatrice e viene dunque applicato sulla pelle per ottenere un effetto rinfrescante ed alleviare il prurito. Ha anche un blando potere analgesico. È quindi usato come rimedio di effetto immediato ma temporaneo in varie patologie cutanee che provocano prurito, quali eritemi, ustioni o malattie esantematiche. 
Il suo uso è controindicato nei bambini al di sotto dei 2 anni, in quanto il mentolo, se inalato, può causare laringospasmo, broncospasmo, convulsioni.
In generale, il mentolo può produrre reazioni allergiche o di sensibilizzazione.